# Chrysoctenis cinneretharia
Chrysoctenis cinneretharia là một loài bướm đêm trong họ Geometridae.